# Serrat de la Sala
El Serrat de la Sala és una muntanya de 394 metres al municipi d'Artés, a la comarca catalana del Bages.